# 홍콩식 영어

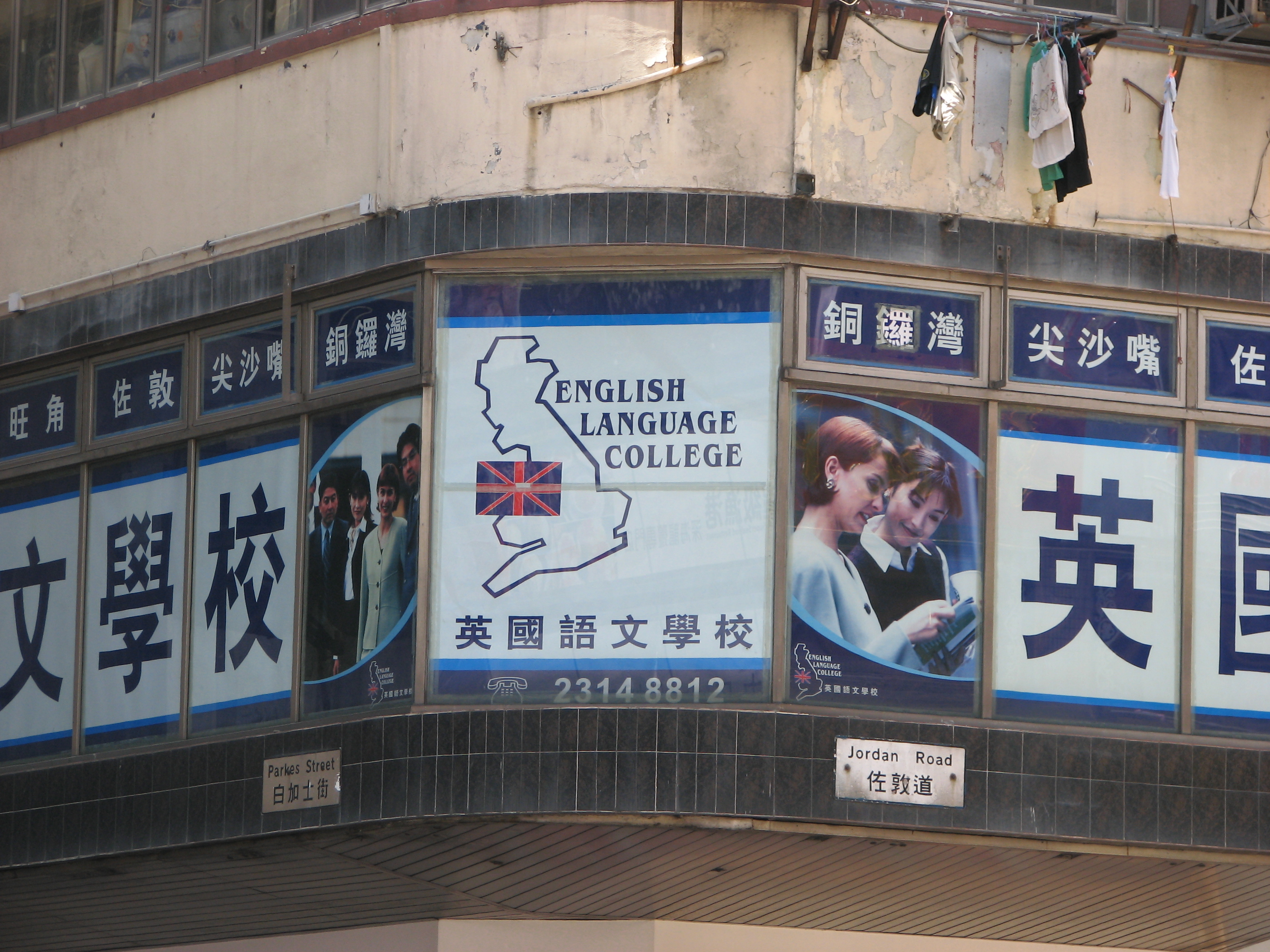
어느 영국어문학교, 홍콩

홍콩식 영어는 홍콩인들이 말하는 영어를 뜻한다. 홍콩 특유의 악센트와 특징을 갖는다. 오스트레일리아 사람이나 뉴질랜드 사람들과는 달리, 홍콩 사람들은 스스로가 홍콩식 영어가 어딘가 조금 열등하다거나, 잘못되었다거나, 불규칙하다고 생각하는 경향이 있다.

## 배경
영어는 홍콩의 공용어 중 하나이다. 그런데 현지 홍콩 사람들의 약 95%는 중국 사람들이며, 이들은 영어를 학교에서 배우는 제2 언어로서 사용하고 있다. 일상 생활에서는 광둥어가 주로 쓰인다.
1997년 홍콩 주권 이양 이후, 영어는 계속 공식적인 언어로 남아 있지만, 새 정부의 방침에 따라 일부 초등 학교 및 중등 학교만이 공식 교재의 언어로서 영어를 쓰는 데 그치고 있다. 반면 대학 및 기업, 법원 등지에서는 영어가 널리 쓰이고 있다.
싱가포르 사람이나 오스트레일리아 사람들과는 달리, 홍콩 사람들은 자신들이 말하는 홍콩식 영어가 어딘가 조금씩 잘못된 영어라고 생각한다. 교육을 잘 받은 사람들은 보통 영국식 영어를 기본으로 약간의 미국식 영어가 섞인 형태의 영어를 구사한다. 단, 개인 수준 차에 따라 수준은 달라질 수 있다.
영어 원어민이 아닌 지역 영어 교사의 영어 수준은 종종 논란 거리가 된 바 있다. 이에 따라 홍콩 교육부는 영어학과 학사 학위가 없는 교사들에게, 그들의 영어 실력이 일정 수준 이상이 되도록 보장하기 위해, LPAT이라는 시험을 통과한 증명을 제출하도록 요구하였으며, LPAT을 통과하지 못한 교사들은 퇴출되었다. 정부에 의해 고용된 교사 이외에, 영어 원어민조차도 이 시험에 떨어질 정도였다. 교사들 중 일부는 시험을 피해 은퇴하기도 하였으나, 많은 수의 교사들이 시험을 통과하지 못하였다.

## 발음 상 특징
일반적인 홍콩식 영어의 발음상 특징은 다음과 같다. 개인차는 있다.

### R
- 영국식 영어와 같이, 홍콩식 영어는 r음을 발음하지 않는 발음 양식이다. 'r' 은 모음 앞에서만 발음된다.
- 'wh'는 'w'로 발음된다. 이 점은 영국식 영어와 유사하다.
- 첫머리에 나오는 'r'은 'w'로 발음된다. (예를 들면 'read')
- 첫머리에 말고 다른 곳에서 나오는 'r'은 종종 'w' 혹은 'l'로 발음된다. (예. 'error'는 E-WA로 발음된다. 예. 'flied lice', 'frame')
- 첫머리 말고 다른 곳에서 나오는 'r'과 'l'을 잘 구분못한다. 혹은 잘못 발음된다. (예. 'Breakfast'는 BLEG-FUSS로 종종 발음된다. 예. 'bleach'와 'breach' 모두를 'beach' or 'bitch'라고 발음해버린다.)

### V
- 첫머리에 나오는 'v'는 'w'로 발음된다. (예. 'Vector'와 'Aston Villa')
- 첫머리 말고 다른 곳에서 'v'는 사람들이 'w'나 'f'로 종종 발음한다. 일정한 패턴은 없다. (예. 'favour'에서의 'f', 'Volvo'에서의 두 번째 'v'. 예. 'develop'을 'f'나 'w'로 발음하기도 함.)
- 중국인들은 영어 원어민 수준으로 'v' 발음을 못한다. 'v'에 해당하는 광둥어나 중국어 음운이 없기 때문이다.

### th
- 'th'는 'd'로 소리난다. (예. them) 혹은 'th'는 'f'로 소리난다. (예. thick). ('th' 소리는 광둥어에 없다.)

### N/L
- 'n' 과 'l' 은 서로 바뀌어 발음되기도 한다. 홍콩식 광둥어 사투리에서는 많은 사람들이 두음 /n/와 /l/을 서로 잘못 섞어 쓰기 때문이다. 여자를 뜻하는 女라는 문자의 발음은 /nɵy/이나 많은 경우/lɵy/로 잘못 발음한다.
- l-자음화가 흔히 일어난다: 끝소리 'l'(ɫ)은 종종 'w'라고 발음된다. 이 점은 폴란드어와 비슷하다. 예를 들어 "bell"은 /bew/로 "milk"는 /mjwk/ 라고 발음되기도 한다. 이 /w/는 종종 더 강세를 받아 /o/와 비슷한 소리가 나기도 한다. (예를 들어 sale을 SAY-o처럼 발음하기.)

### J/G
- 첫소리 'j'와 여린 'g'는 'dz'라는 소리로 읽힌다. (예를 들어, Gigi는 "zhi-zhi"라고 발음된다.)

### æ/ɛ
- /æ/와 /ɛ/는 서로 섞여 /ɛ/로 발음된다. 예를 들어 'bad'와 'bed', 'mass' 와 'mess'는 구분 없이 발음된다.

### 기타
- 광둥어의 6성이나 9성을 영어에 적용하는 사람들이 더러 있다.

## 문법

### 미국식/영국식

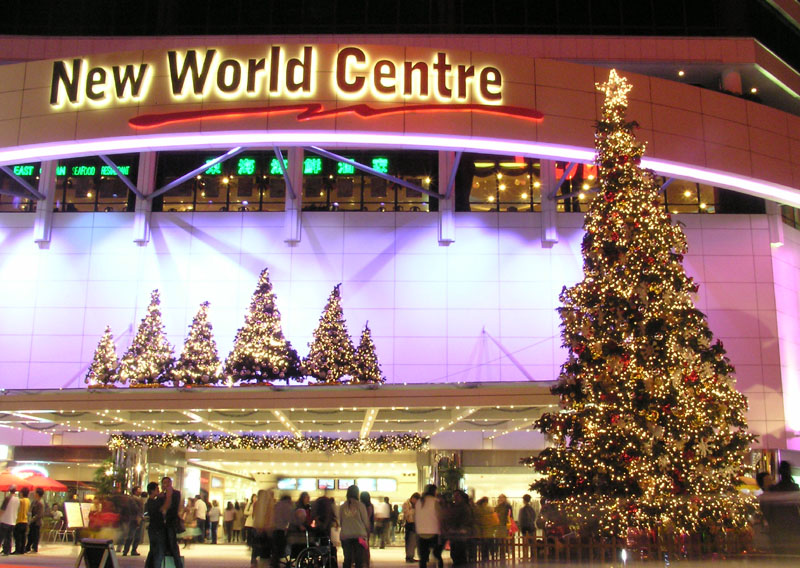
뉴 월드 센터"(New World Centre)" 입구. 홍콩에서 흔히 접하는 영국식 철자 "Centre"로 표기되어 있다.

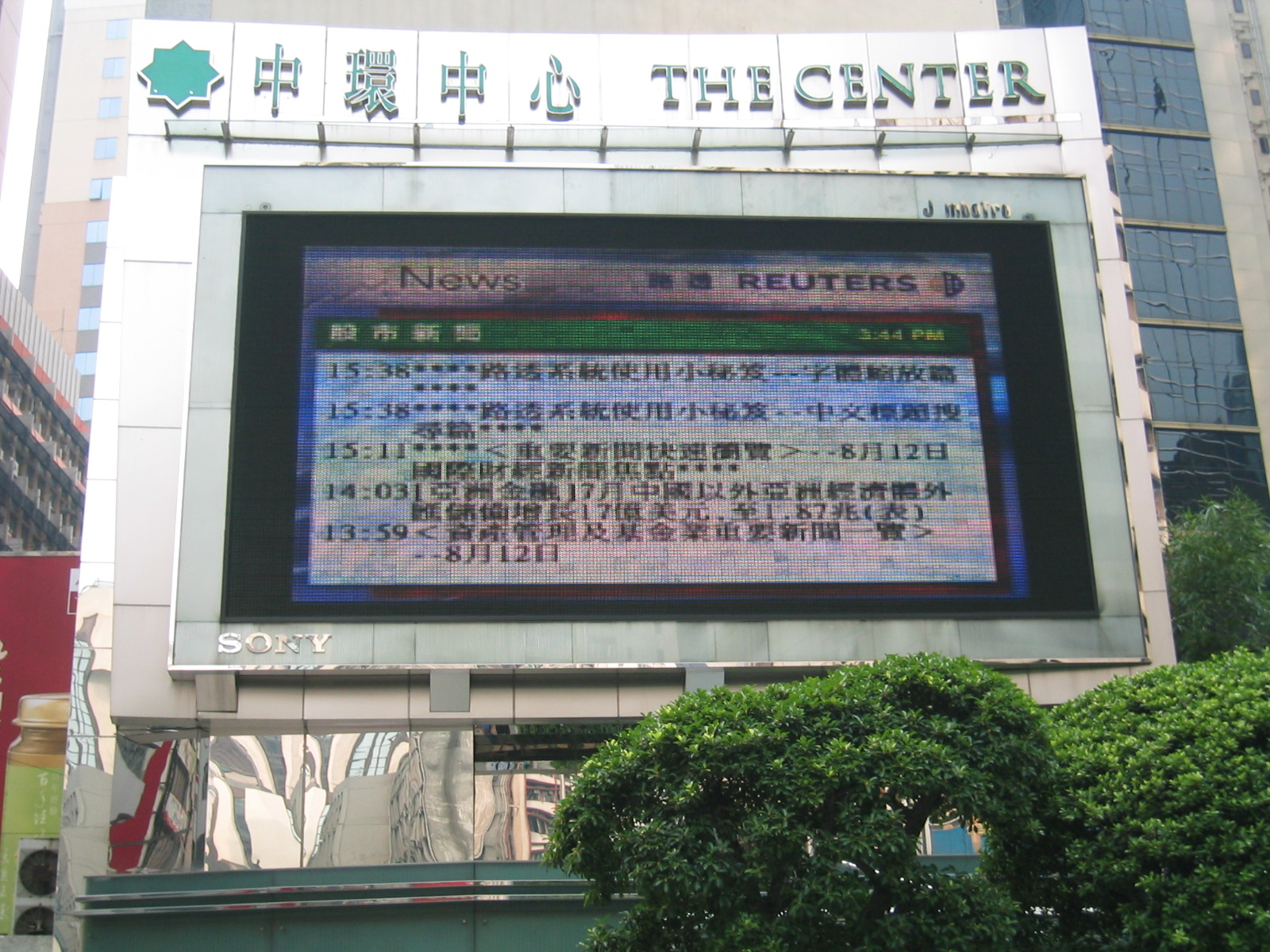
홍콩 센트럴지역의 주요 빌딩인 The Center의 뉴스 전광판. 미국식 철자 "center"를 따르고 있다.

- 홍콩의 정부문서, 공공기관을 포함하는 기본 표기는 영국식 영어를 따르나, 몇몇 빌딩의 이름과 같이 미국식 영어의 철자를 따르는 경우가 간혹 있다.
- 같은 사물을 가리킬 때에는, 영국식 영어가 더 자주 쓰인다. (예. Garbage can 대신 Rubbish Bin이라 한다.)

## 같이 보기
- 홍콩의 교육
- 칭글리쉬
- 홍콩의 언어
- 발성학적 차이
- 중국 피진 영어
- 영어 원어민 교사 사업